# Dazhigu
Dazhigu (kinesiska: 大直沽, 大直沽街道) är ett stadsdelsdistrikt i Kina. Det ligger i storstadsområdet Tianjin, i den norra delen av landet, nära eller i stadens centrum. Antalet invånare är 88 860. Befolkningen består av 44 725 kvinnor och 44 135 män. Barn under 15 år utgör 6,0 %, vuxna 15-64 år 80 %, och äldre över 65 år 12,0 %.